# Bart Wilmssen
Bart Wilmssen (2 november 1971) is een Belgisch voetbalcoach en voormalig voetballer. Hij is in het bezit van het trainersdiploma UEFA Pro Licence.

## Spelerscarrière
Wilmssen speelde tijdens zijn professionele carrière in de Belgische Eerste klasse bij K. Lierse SK en KVC Westerlo. Met Westerlo promoveerde hij in 1997 van tweede naar eerste nationale door het winnen van de eindronde. Wilmssen speelde ook voor KFC Dessel Sport. In totaal speelde hij meer dan 150 wedstrijden in de Belgische Tweede klasse.

## Trainerscarrière
Na zijn spelerscarrière ging hij vanaf 2004 aan de slag als trainer. Hij werkte achtereenvolgens voor KFC Sint-Lenaarts, KFC Duffel en Hoogstraten VV. In november 2011 verliet hij Hoogstraten om trainer te worden van Antwerp FC. Op het einde van het seizoen werd de samenwerking beëindigd.
In het seizoen 2012/13 volgde hij Philippe Clement op als beloftencoach van Club Brugge. Onder zijn leiding werden de beloften van Club Brugge kampioen in het seizoen 2013/14. Wilmssen had onder andere Brandon Mechele, Jannes Vansteenkiste, Sander Coopman, Boli Bolingoli, Nikola Storm, Zinho Gano en Tuur Dierckx onder zijn hoede bij de Brugse beloften.
Van 2014 tot 2015 was hij aan de slag als hoofdcoach bij KFC Dessel Sport in de Proximus League. In het seizoen 2016/17 was Wilmssen in dienst als T2 assistent-trainer bij Waasland-Beveren in de Jupiler Pro league. Na het ontslag van hoofdtrainer Stijn Vreven leidde hij de club als interim-trainer naar een 2-1-competitiezege tegen RSC Anderlecht, maar uiteindelijk werd Vreven opgevolgd door Čedomir Janevski. Op het einde van het seizoen gingen speler en club uit elkaar.
In december 2017 keerde Wilmssen terug naar zijn ex-club Hoogstraten VV. Amper drie maanden later kwam er al een einde aan de samenwerking.